# Metapone greeni
Metapone greeni är en myrart som beskrevs av Auguste-Henri Forel 1911. Metapone greeni ingår i släktet Metapone och familjen myror. Inga underarter finns listade i Catalogue of Life.